# Eudemis profundana
Eudemis profundana là một loài bướm đêm thuộc họ Tortricidae. Loài này có ở hầu hết châu Âu (ngoại trừ Iceland, Croatia và Hy Lạp). Nó cũng được tìm thấy ở Cận Đông.
Sải cánh dài 14–20 mm. Con trưởng thành bay từ tháng 7 đến tháng 8.
Ấu trùng ăn các loài Quercus. Chúng cuốn lá cây chủ văn bên trong đó.

## Hình ảnh

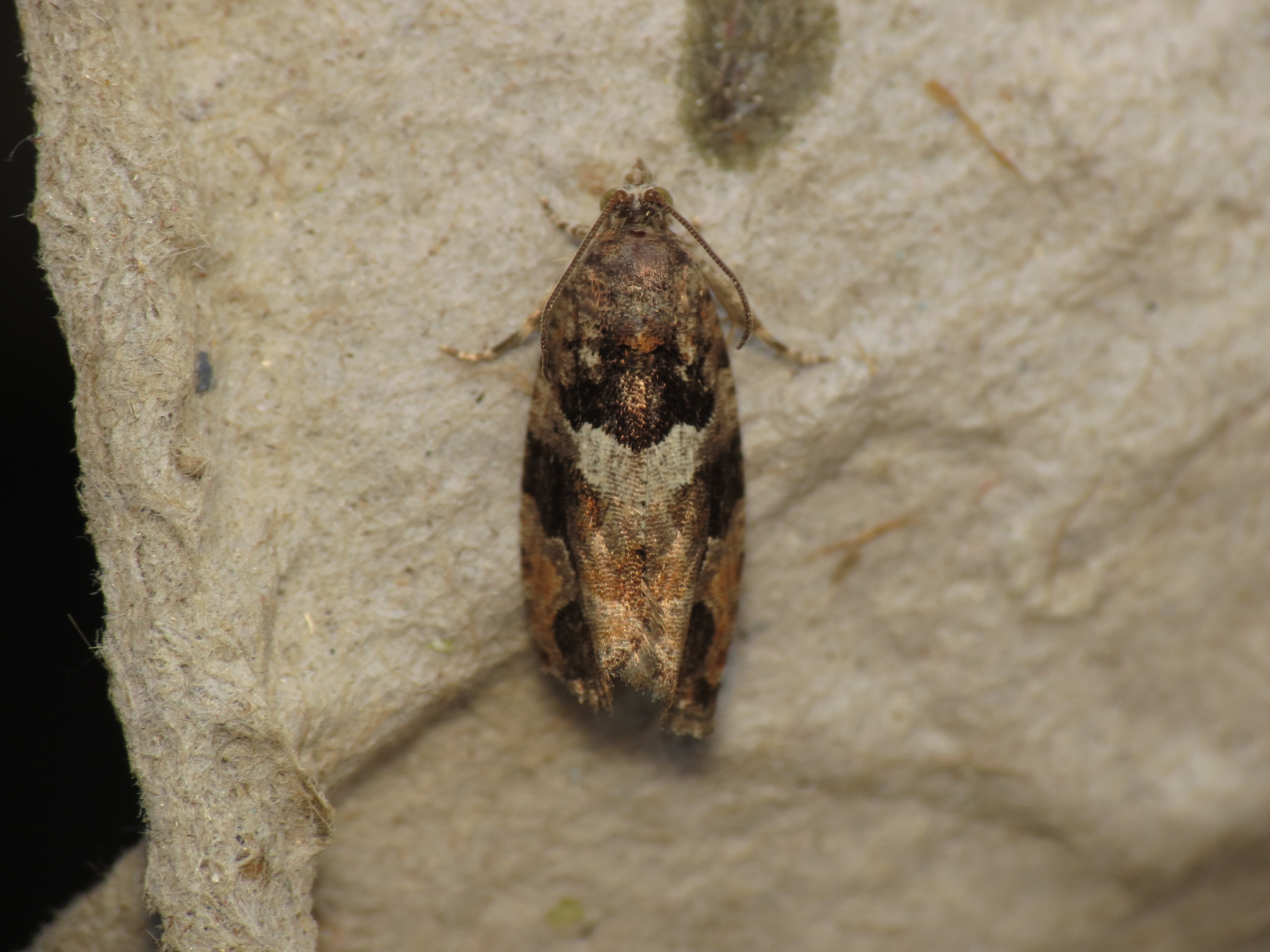
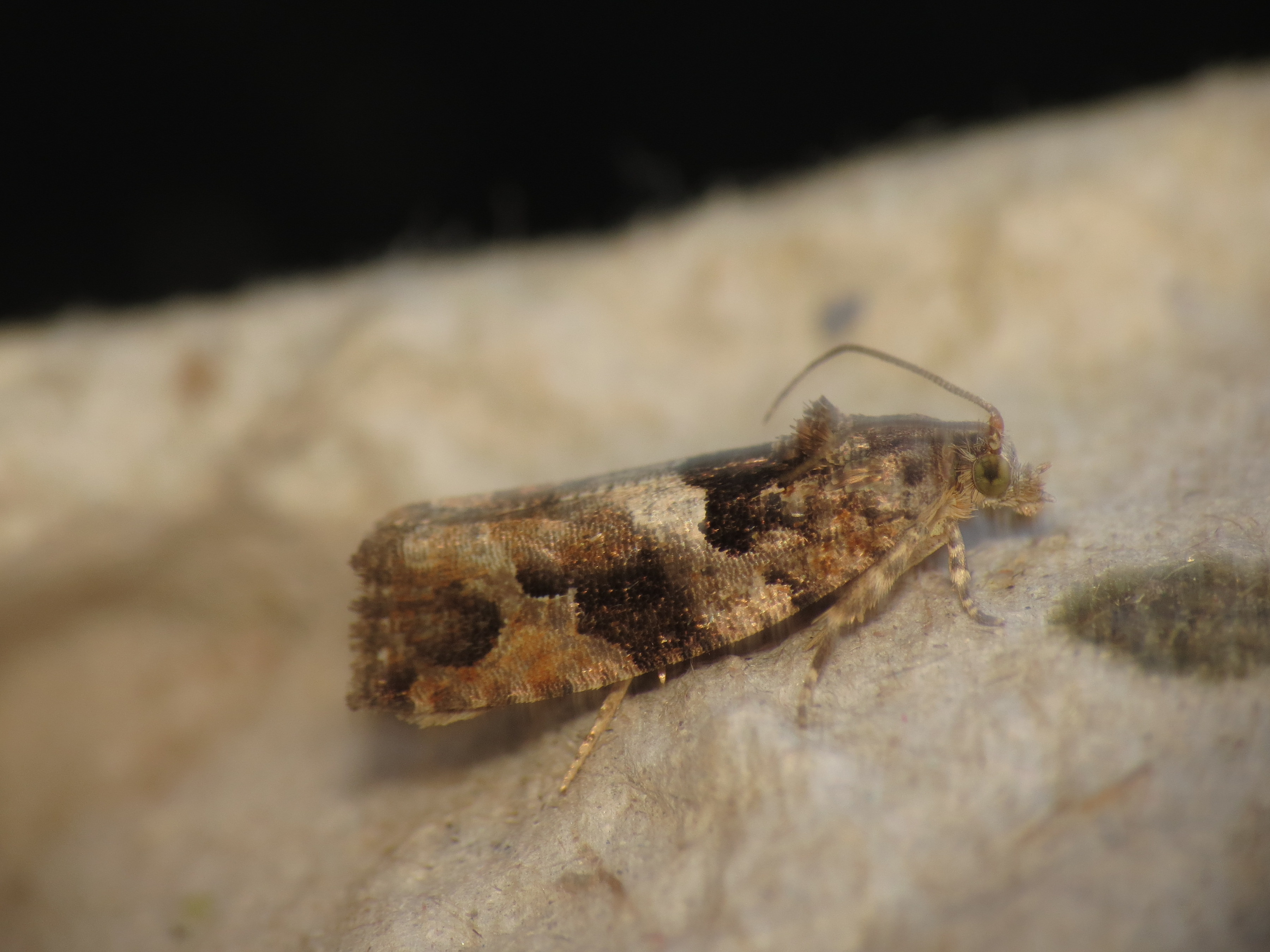
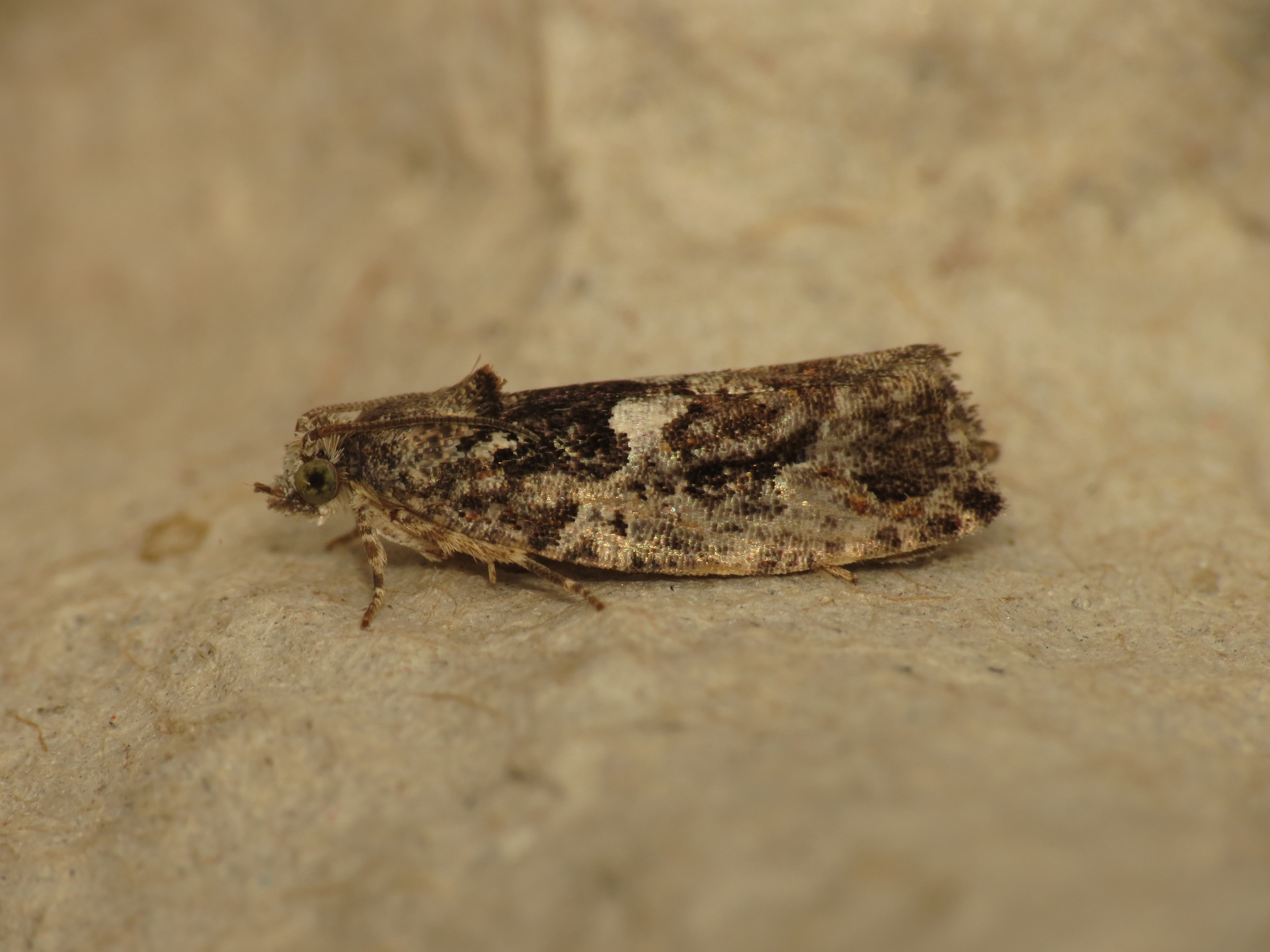
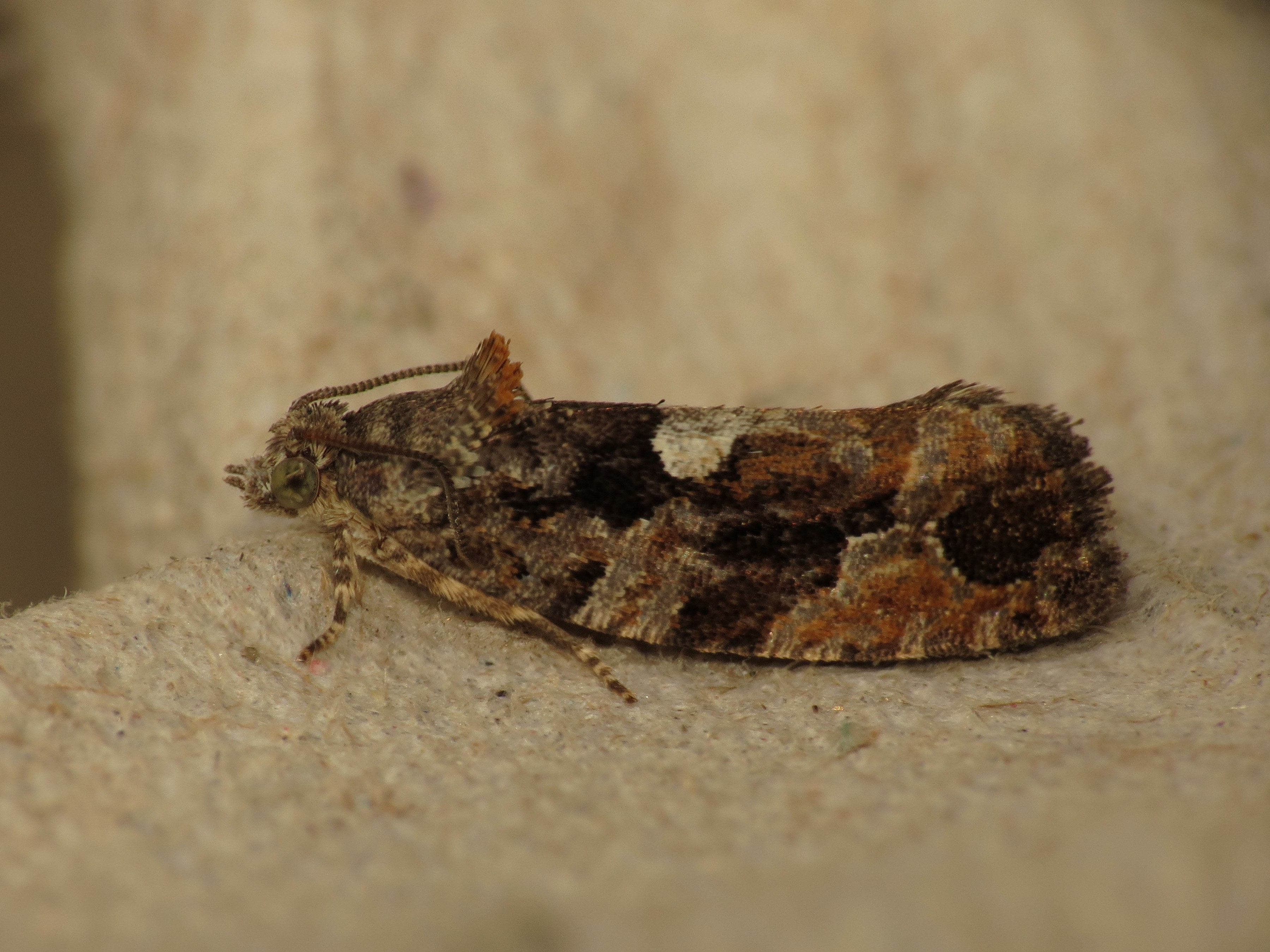